# Briqueterie de Launaguet
La briqueterie de Launaguet est une briqueterie située à Launaguet et créée par Auguste Virebent.

## Histoire
Le 18 juillet 1831, Auguste Virebent, un architecte briquetier toulousain dépose un brevet pour une invention destinée à fabriquer des briques. C’est une véritable innovation car jusqu’au XIXe siècle (1830 environ), les briques étaient fabriquées comme à l’époque romaine : « après avoir été triées et sélectionnées, les terres étaient mouillées, battues puis séchées après avoir été déposées dans des cadres de bois ».
Le système inventé par Auguste Virebent fonctionne comme une presse, les formes et dimensions voulues mais aussi une texture plus fine qui était donc plus facile à tailler ainsi que des formats identiques étaient obtenus grâce à ce principe. Des dessins étaient également imprimés sur le côté opposé pour que le mortier ai une meilleure prise. 
Auguste Virebent a aussi inventé une machine qui agit comme un emporte-pièce, qui sert à découper un nombre important de formes sur les briques encore fraîches. C’est la plinthotomie. Ce concept a remplacé le tailleur de pierre dans la conception des colonnes, des pilastres…

## Sources
- Mairie de Launaguet, Présentation, Briqueterie Virebent, http://www.mairie-launaguet.fr